# 2010年冬季奥林匹克运动会丹麦代表团
2010年冬季奧林匹克運動會丹麥代表團是丹麥所派出的2010年冬季奧林匹克運動會代表團，最佳成績來自女子冰壺項目，丹麥隊獲得第五名。
丹麥在冬季奧運會上獲得的唯一一枚獎牌是1998年女子冰壺項目。